# Atraco a las 3... y media
Atraco a las 3... y media és una pel·lícula espanyola de comèdia del 2003 dirigida pel portoriqueny Raúl Marchand Sánchez per encàrrec de Pedro Masó i protagonitzada per Iñaki Miramón, Josema Yuste i Josep Julien. Està basa en la pel·lícula Atraco a las tres de 1962 i protagonitzada per José Luis López Vázquez, Manuel Alexandre i Gracita Morales, entre d'altres.

## Sinopsi
Un gran banc alemany absorbeix una petita entitat financera espanyola, el Banco Previsor. És nomenat director general Otto Schültz, un home prepotent que considera ineficaços els mètodes dels empleats espanyols i planeja un expedient de regulació amb el qual prejubilarà la majoria dels treballadors, inclòs el director amb una ridícula pensió, i seran substituïts per joves experts en tècniques modernes. Tots queden dessolats, però un d'ells, Galindo, decideix aprofitar el temps que li queda per atracar el banc des de dins la nit de Cap d'Any. Finalment aconsegueix convèncer els seus companys perquè l'ajudin. Alhora, Galindo manté una relació amb Katia, una hostessa del Telecupón, qui es amiga de veritables delinqüents professionals.

## Repartiment
- Iñaki Miramón...	Galindo
- Josema Yuste...	Benítez
- Josep Julien...	Cordero
- Cristina Solà...	Mónica (as Cristina Solá)
- Manuel Millán...	Castrillo
- Manolo Royo ...	Martínez
- Juan Fernández	Juan Fernández	...	Delgado
- Manuel Alexandre...	Don Felipe
- Elsa Pataky 	...	Katia
- Neus Asensi	...	Adela
- Chus Lampreave...	Doña Vicenta
- Beatriz Rico...	Lolita
- Marta Fernández Muro	...	Celia
- Pedro Reyes	...	Máximo
- Natalia Millán...	Eloísa

## Nominacions
- XVIII Premis Goya: nominat al Goya a la millor cançó original (Paco Ortega).[3]